# Mogenstrup Sogn
Mogenstrup Sogn 
ist eine Kirchspielsgemeinde (dän.: Sogn)
auf der Insel Sjælland im südlichen Dänemark.
Bis 1970 gehörte sie zur Harde Hammer Herred im damaligen Præstø Amt, danach zur Fladså Kommune im Storstrøms Amt, die im Zuge der  Kommunalreform zum 1. Januar 2007 in der Næstved Kommune in der Region Sjælland aufgegangen ist.
Im Kirchspiel leben 1934 Einwohner, davon 1970 im Kirchdorf (Stand: 1. Januar 2023).
Im Kirchspiel liegt die Kirche „Mogenstrup Kirke“.
Nachbargemeinden sind im Norden Næstelsø Sogn, im Nordosten Everdrup Sogn, im Südosten Snesere Sogn, im Süden Hammer Sogn, im Südwesten Vester Egesborg Sogn und im Nordwesten Rønnebæk Sogn.